# IBM 801
L'IBM 801 est un ordinateur expérimental d'IBM, le premier à implémenter la technologie RISC (Reduced instruction set computer), qui part de l'idée de la simplification du jeu d'instructions du microprocesseur.
Le projet a été mené par George Radin à partir des idées de John Cocke à partir de 1975. Le processeur du 801, en architecture 32 bits, a été livré à partir de l'été 1980. Cadencé à une fréquence d'horloge d'environ 15.15 MHz , il avait une puissance de 15 MIPS.